# Callichroma gounellei
Callichroma gounellei är en skalbaggsart som beskrevs av Julien Achard 1910. Callichroma gounellei ingår i släktet Callichroma och familjen långhorningar. Inga underarter finns listade.